# Gary Puckett & The Union Gap
Gary Puckett & The Union Gap (inicialmente nombrados como The Union Gap presentando a Gary Puckett) fue un grupo estadounidense de rock pop de finales de los años 1960s. Sus más grandes éxitos fueron "Woman, Woman", "Over You", "Young Girl", "Kiss Me Goodbye" y "Lady Willpower. Estaba formado por Gary Puckett, Gary 'Mutha' Withem, Dwight Bement, Kerry Chater y Paul Wheatbread, quienes eventualmente se llamaban the Union Gap. Se presentaban con vestimenta basada en uniformes de the Union Army (Ejército de la Unión) utilizados durante la guerra civil estadounidense. Fueron vistos por Jerry Fuller quién les ofreció un contrato de grabación con Columbia Records (hoy Sony). El grupo finalmente comenzó a crecer pero eran infelices por el material escrito y producido por otros, llevando a parar el trabajo con Fuller. La banda al final se desbandó y Puckett trabajó en solitario y con otros colaboradores.

## Historia
En 1967, Gary Puckett (nacido en 1942 en Minnesota) formó el grupo en California; el primer nombre del grupo fue "The Union Gap featuring Gary Puckett". Al poco tiempo de sus primeras presentaciones fueron firmados por Columbia Records. El grupo estaba formado por Gary Puckett como la voz principal, Dwight Bement (teclados y saxofón), Kerry Chater (bajo y guitarra), Paul Wheatbread (batería), y Gary Withem (teclados). El principal compositor era el también productor Jerry Fuller. 
El éxito llegó en ese mismo año de 1967 con su primer sencillo titulado "Woman, Woman"; al poco tiempo ya ocupaban el sitio 4 dentro del Top Ten del Billboard.
Al año siguiente les siguió un éxito mayor con "Young Girl" (#1 en Gran Bretaña) y con "Lady Willpower" que alcanzaron el sitio 2 y con "Over You" que llegó al sitio 7 del Billboard. Cabe destacar que el grupo logra la fama debido al carisma y voz de Gary Puckett, además de una música muy digerible para todo tipo de público en una época en que comenzaban a destacar los grupos de rock pesado. 
A partir de 1969, el éxito del grupo comenzó a decaer; su pop melodioso contrastaba mucho con las nuevas corrientes musicales que comenzaban a posicionarse dentro del gusto musical. En 1971, el grupo se disuelve y Gary Puckett se lanza como solista con poco éxito. 
Más allá de ser un grupo muy soft, Union Gap logró colocar varias canciones en la memoria de la gente, que incluso hoy sobreviven en radio y en recopilaciones que se venden en tiendas de discos, pese a la corta carrera del grupo.

## Discografía
- The Gary Puckett and the Union Gap Featuring Woman Woman
- Gary Puckett and the Union Gap Featuring Young Girl
- Incredible Gary Puckett and the Union Gap
- The New Gary Puckett and the Union Gap Album
- Gary Puckett and the Union Gap's Greatest Hits
- Fillin'The Gap
- Gary Puckett and the Union Gap Lady Willpower
- Gary Puckett and the Union Gap's Sony Greatest Hits